# Хладилника (промишлена зона)
 Тази статия е за научно-промишлената зона.  За жилищния квартал вижте Хладилника.  
Научно-промишлена зона „Хладилника“ е квартал на град София, България, разположен в район Лозенец (с малка част в район „Триадица“, южно от центъра на града).
Намира се между булевардите „Никола Й. Вапцаров“ и Черни връх и улица „Филип Кутев“, като граничи с кварталите „Лозенец“ на север, „Хладилника“ на запад, „Кръстова вада“ и „Витоша“ на юг и Софийския зоопарк и Борисовата градина на изток.
Първоначално възниква като промишлена зона на околовръстната железопътна линия. На нейно отклонение са изградени големи хладилни складове, откъдето идва името на квартала. По-голямата част от територията на „Хладилника“ е заета от промишлени, търговски и административни обекти. Сред тях са шивашкият завод „Витоша“, административните сгради на Националната служба за борба с организираната престъпност и Националната служба „Сигурност“. В началото на XXI век започва строителството и на многоетажни жилищни сгради.

## Улици и произход на имената им
| Път                      | Наречен на                                        | Местоположение |
| ------------------------ | ------------------------------------------------- | -------------- |
| „Атанас Дуков“           | Атанас Дуков (1857 – 1919), революционер и офицер | Карта          |
| „Борис Николов - Моката“ | Борис Георгиев (1929 – 2017), боксьор             | Карта          |
| „Димитър Бояджиев“       | Димитър Бояджиев (1880 – 1911), поет              | Карта          |
| „Емилиян Станев“         | Емилиян Станев (1907 – 1979), писател             | Карта          |
| „Илка Попова“            | Илка Попова (1905 – 1979), певица                 | Карта          |
| „Люба Величкова“         | Люба Велич (1913 – 1996), певица                  | Карта          |
| „Никола Й. Вапцаров“     | Никола Вапцаров (1909 – 1942), поет               | Карта          |
| „Проф. Кръстьо Мирски“   | Кръстьо Мирски (1920 – 1978), режисьор            | Карта          |
| „Проф. Михаил Андреев“   | Михаил Андреев (1911 – 1978), юрист               | Карта          |
| „Сребърна“               | Сребърна, езеро в Силистренско                    | Карта          |
| „Ст. Л. Костов“          | Стефан Костов (1879 – 1939), писател              | Карта          |
| „Филип Кутев“            | Филип Кутев (1903 – 1982), композитор             | Карта          |
| „Хенрик Ибсен“           | Хенрик Ибсен (1828 – 1906), норвежки драматург    | Карта          |
| „Черни връх“             | Черни връх, връх на Витоша                        | Карта          |
| „Шаварски път“           | ?                                                 | Карта          |